# Isarn de Sant Víctor
Isarn de Sant Víctor o Isarn de Marsella (Tolosa?, final del segle x - Marsella, 24 de setembre de 1048) va ser un monjo benedictí, abat de l'Abadia de Sant Víctor. És venerat com a sant per l'Església catòlica.

## Biografia
Va néixer, segons diferents fonts, al Tolosa de Llenguadoc, Pàmies o en algun poble dels Pirineus o Catalunya, cap al final del segle x. Va educar-se a Pàmies, on va ingressar a l'abadia de Sant Antoní. D'allí va anar a l'Abadia de Sant Víctor de Marsella, on va entrar com a monjo i va ser elegit com a prior durant l'abadiat de Guifré el Sant.
Quan aquest va morir en 1020, Isarn el succeí com a abat, després, diu la tradició, que el més jove dels estudiants de l'escola monàstica manifestés, en nom de Crist i espontàniament, que era ell qui havia de ser nomenat abat. Va destacar, al llarg del seu mandat, per la seva humilitat, austeritat i dolçor en el comandament, i per la caritat que feia als necessitats. Sota seu, l'abadia de Sant Víctor va conèixer un gran moment d'expansió i floriment de la cultura; la seva influència va atènyer el nord d'Itàlia, el sud de França i Catalunya, on tingué molta presència.
Poc abans de morir, anà a Catalunya per a pagar el rescat d'uns monjos de Lerins que havien estat fets presoners per pirates sarraïns. En tornar, va morir el 24 de setembre de 1048, a Marsella.
Sant Odiló de Cluny, amic seu, deia que no coneixia ningú tan hipòcrita com Isarn, ja que "sota l'aparença més banal amagava el tresor de les més grans i apreciades virtuts i bones obres".
La seva festivitat se celebra el 24 de setembre.

## Tomba d'Isarn

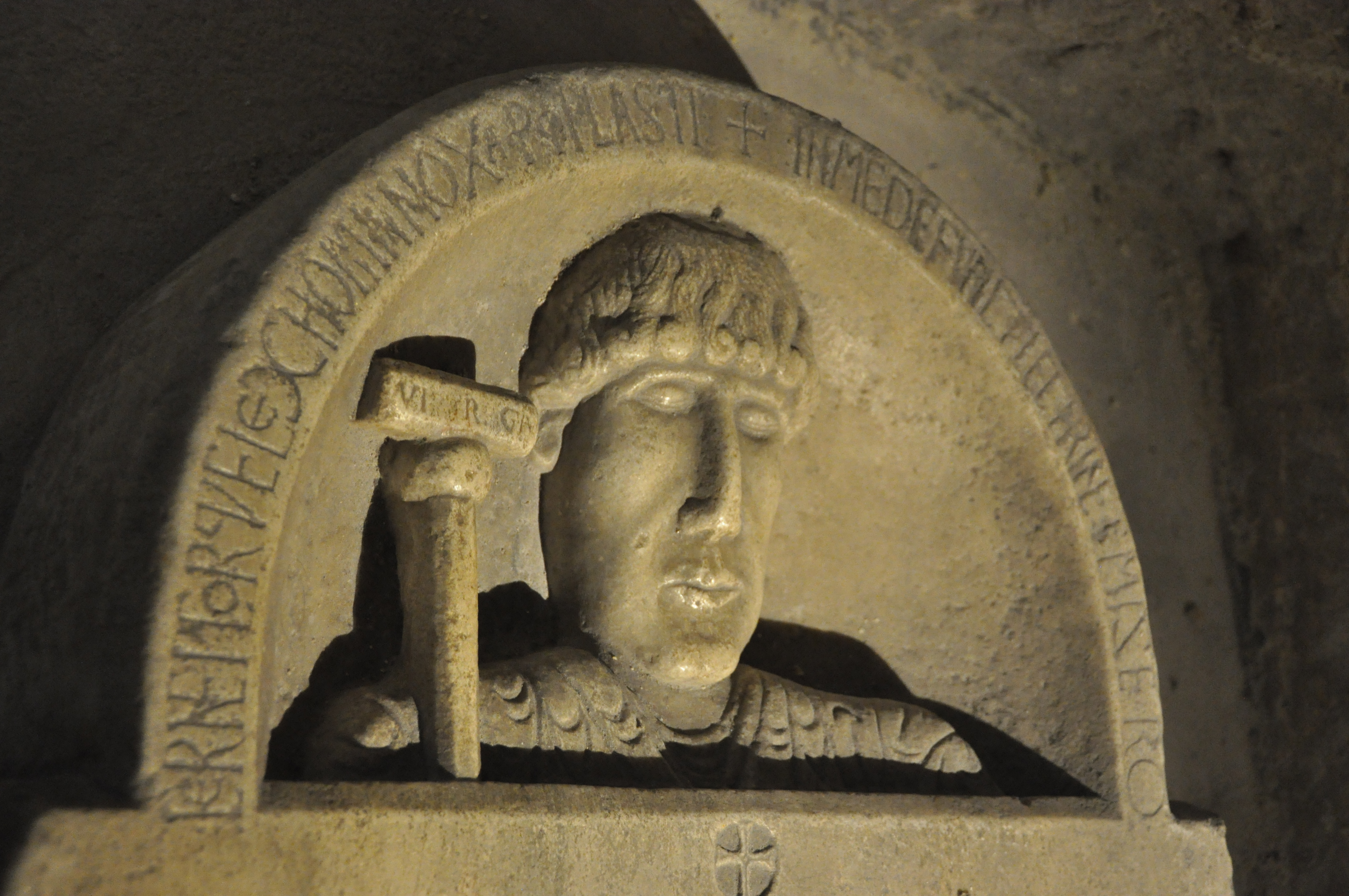
Detall de la tomba d'Isarn

La seva tomba (més concretament, la seva làpida sepulcral) es troba a la cripta de Sant Víctor. Va ser feta quan va morir i es tracta d'un magnífic exponent d'escultura romànica del segle xi. Hi destaca un llarg epitafi en llatí que diu:
Del nostre il·lustre pare Isarn aquestes són les restes sagrades, 

els membres esdevinguts gloriosos per tants mèrits.

La seva ànima, ella, és feliçment arribada als cels.

De costums excepcionals i d'esperit pacífic

era ple de tota mena de virtut.

Home de Déu, era per a tothom i en tot joiós.

El que ensenyà, ho posà en pràctica, abat bon i benaurat.

Dels seus deixebles també en feu bons homes.

Així fou la seva regla de vida

i obligat a passar el llindar de l'existència

va ser amb coratge que l'abandonà.

Regí, fidel, dos cops deu més set anys,

el dolç ramat del Senyor a ell confiat,

que abandonà el vuit de les calendes d'octubre [24 de setembre]

per entrar al regne lluminós.
Al voltant del cap:
Estigues atent, t'ho demano, tu que llegeixe, al que ha fet de mi, 

miserable difunt, la llei nascuda de la falta del primer home.
Als peus:
I planyent, del fons del cor, digues i repeteix:

Déu, tingues pietat d'ell. Amén.